# Патрикени (Њамц)
Патрикени (рум. Patricheni) насеље је у Румунији у округу Њамц у општини Панчешти. Oпштина се налази на надморској висини од 270 m.

## Становништво
Према подацима из 2002. године у насељу је живело 176 становника, од којих су сви румунске националности.